# 佩季尼夫卡
49°13′22″N 31°5′9″E / 49.22278°N 31.08583°E
佩季尼夫卡（烏克蘭語：Пединівка）是位於烏克蘭中部的村莊，由切爾卡瑟州裡茲韋尼霍羅德卡區的舍夫琴科韋市鎮負責管轄。該村處於維利尚卡河畔，面積4.42平方公里，海拔高度192米，2009年人口642，人口密度每平方公里145.25人。